# De Rosa (Unternehmen)
De Rosa ist ein Fahrradhersteller in Cusano Milanino. Das Unternehmen gilt als „eine der renommiertesten italienischen Rahmenschmieden, deren edle Produkte von vielen Größen der Fahrradszene gefahren werden“.

## Geschichte
Der Firmengründer Ugo De Rosa wurde am 27. Januar 1934 in Mailand geboren und starb am 26. März 2023 im Alter von 89 Jahren in Cusano Milanino. Er war Mechaniker und Ingenieur. Seine erste Beschäftigung hatte er in einem Fahrradladen. 1952 eröffnete er einen eigenen Laden und stellte selbst Rennräder her. Raphaël Géminiani, ein damals bekannter Rennfahrer, bat ihn, einen Rahmen für seine Teilnahme am Giro d’Italia zu bauen.
Bekannt wurde De Rosa unter anderem als Lehrmeister von Eddy Merckx. Nach seinem Karriereende erlernte Eddy Merckx von Ugo de Rosa das Handwerk des Rahmenbaus und gründete seine eigene Firma, welche heute Profiteams bei der Tour de France und anderen Rennen beliefert. Auch Francesco Moser und Miguel Induráin fuhren auf Rädern von De Rosa.
Als einziger Hersteller weltweit gibt De Rosa die Rahmenhöhe ab Oberkante Tretlagerschale an, alle anderen Hersteller messen ab Mitte Tretlager. Fahrräder dieses Herstellers gelten als elegant, viele Details werden in Handarbeit nachgearbeitet. Anders als viele andere Hersteller ist De Rosa in Designfragen eher konservativ und macht nicht jeden Modetrend mit. Es werden ausschließlich Rennräder hergestellt.

## Entwicklung

### Stahlrahmen
Als einer der wenigen Lieferanten für den Profiradsport geeigneter echter Rennräder hat De Rosa noch TIG-geschweißte Stahlrahmen im Programm. Das Herz als Markenlogo findet sich bei Stahlrahmen und dem Steuerkopf der Gabel wieder, wodurch man de Rosa-Rahmen auch nach Umlackierungen noch erkennt. Als Rahmenmaterial werden doppelt konifizierte Columbusrohre, heute überwiegend die höchstwertige Ausführung SLX, verwendet. Mit diesem Rohrmaterial werden Fahrräder produziert, die an der Untergrenze des Masselimits der UCI (6,8 kg) liegen.

### Neue Trends
Seit 1990 gibt es auch Räder aus Aluminium und Titanlegierungen. In Italien werden des Weiteren seit 2001 auch Carbonrahmen hergestellt, anfänglich noch mit Aluminium-Steuerrohr (King), mittlerweile sind auch die Steuerrohre aus Carbon (Modell „King X-Light“).
Die etwa 9000 jährlich produzierten Rahmen werden in Handarbeit gefertigt. Der Firmengründer selbst baute noch etwa 20 Rahmen pro Jahr.

## Sport-Sponsoring
Von 2020 bis 2022 unterstützte De Rosa das UCI WorldTeam Cofidis.